# Jack Fairweather
Jack Fairweather (Galles, 1978) è uno scrittore e giornalista britannico.

## Biografia
Nato nel 1978 nel Galles, ha lavorato per il Daily Telegraph come inviato di guerra in Iraq e per il Washington Post come corrispondente dall'Afghanistan.
Dopo aver pubblicato due libri basati sulle sue esperienze giornalistiche nelle zone di guerra, ha dato alle stampe nel 2019 Volontario ad Auschwitz, biografia di Witold Pilecki, militare polacco che, infiltratosi nel Campo di concentramento di Auschwitz, fu uno degli organizzatori della resistenza.
Con quest'ultima opera si è aggiudicato l'anno successivo il Costa Book Awards nella categoria "Miglior Biografia" e "Libro dell'anno".

## Opere
- A War of Choice: the British in Iraq 2003-9 (2012)
- The Good War: Why We Couldn’t Win the War or the Peace in Afghanistan (2014)
- Volontario ad Auschwitz (The Volunteer, 2019), Roma, Newton Compton, 2020 ISBN 978-88-227-4516-3.

## Premi e riconoscimenti
- Costa Book Awards: 2019 vincitore nella categoria "Miglior Biografia" e "Libro dell'anno" con Volontario ad Auschwitz